# Boudin de Saint-Romain
Pour les articles homonymes, voir Boudin.
Le boudin de Saint Romain est une spécialité culinaire de Saint-Romain-de-Colbosc, c'est un boudin noir sans pomme mais à la crème et au calvados.

## Historique

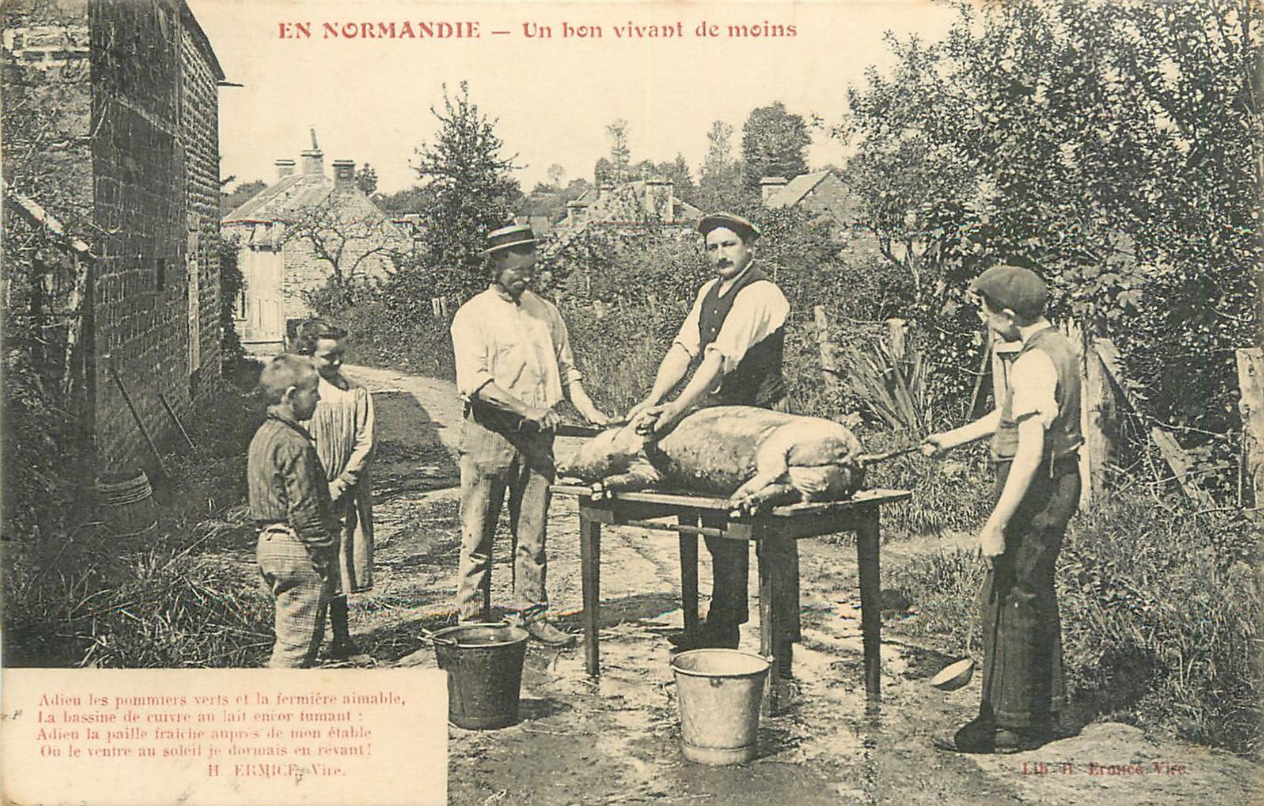
Tuade du cochon à Saint-Romain-de-Colbosc.

La tradition veut que Charles IX et Catherine de Médicis l'aient dégusté de passage au Bois de la Colline. Ce qui est plus assuré c'est qu'en 1902, un charcutier du pays établi place Benoît, Émile Maze, repensa l'ancestrale recette des familles du village et popularisa le nouveau boudin de Saint-Romain. Sa recette est encore celle de tous les charcutiers du lieu qui ajoutent de la crème fraîche pour le moelleux, puis, versent une lampée de fine, le calvados du pays de Caux pour le goût.

## Composition
Le boudin de Saint-Romain est un boudin noir aux oignons, au sang de porc et à la crème. Il comprend 60 % de sang, 30 % d'oignons crus et 10 % de crème, du sel et du poivre. Sa particularité est qu'il est garni au cœur d'un morceau de lard d'environ 5 mm de côté. Ses ingrédients, ainsi que le morceau de lard, sont embossés dans un boyau de porc puis plongés dans de l'eau bouillante salée.

## Consommation
Il possède une saveur oignonnée et une texture moelleuse. Il se mange après l'avoir fait poêler au saindoux jusqu'à ce que la peau éclate. Elle est alors retirée, et tandis que le boudin continue à rissoler, on y ajoute de la crème fraîche et du calvados. Il est traditionnellement accompagné de pommes fruits cuites et par du cidre.

## Promotion
La confrérie du boudin de Saint-Romain veille à la promotion de ce produit. Tous les membres affirment que « Notre-Dame est à Paris ce que le boudin est à Saint-Romain-de-Colbosc ».